# Гнилоп'ять (струмок)
Гнилоп'ять — річка в Україні, у Чуднівському районі Житомирської області. Права притока П'ятка (басейн Дніпра).

## Опис
Довжина струмка 11 км. Площа басейну 64,7 км².

## Розташування
Бере початок на північному заході від Озадівки. Тече переважно на північний схід через Рачки і на південному сході від П'ятки впадає у річку П'яток, ліву притоку Гнилоп'яті.